# Bulić
Bulić falu Horvátországban Zára megyében. Közigazgatásilag Benkovachoz tartozik.

## Fekvése
Zárától légvonalban 43, közúton 52 km-re, községközpontjától 12 km-re délkeletre, Dalmácia északi részén, Bukovica tájegységen, a Benkovacról Skradinra vezető főút mentén  fekszik.

## Története
Bulić falu már a középkorban is létezett, a közeli Kožlovac várának uradalmához tartozott. Neve egykori birtokosának nevéből származik. Templomát Szent Katalin tiszteletére szentelték. A környékbeli településekkel együtt 1527-ben elfoglalta a török. A török időkben a kožulova poljai plébániához tartozott. Első említése 1718-ban a polačai plébánia alapításakor történt. Templomának titulusát 1727 körül Szent Katalinról Szent Antalra változtatták. 1797-ig a Velencei Köztársaság része volt. Miután a francia seregek felszámolták a Velencei Köztársaságot a campo formiói béke értelmében osztrák csapatok szállták meg. 1806-ban a pozsonyi béke alapján az Első Francia Császárság Illír Tartományának része lett. 1815-ben a bécsi kongresszus újra Ausztriának adta, amely a Dalmát Királyság részeként Zárából igazgatta 1918-ig. A településnek 1857-ben 118, 1910-ben 188 lakosa volt. Az első világháború után előbb a Szerb-Horvát-Szlovén Királyság, majd Jugoszlávia része lett. A második világháború idején 1941-ben a szomszédos településekkel együtt Olaszország fennhatósága alá került. Az 1943. szeptemberi olasz kapituláció után újra Jugoszlávia része lett. 1991-ben lakosságának 86 százaléka horvát, 9 százaléka szerb nemzetiségű volt. 1991 szeptemberében a település szerb igazgatás alá került és a Krajinai Szerb Köztársaság része lett. Templomát a szerbek lerombolták, horvát lakossága elmenekült. 1995 augusztuságban a Vihar hadművelet során foglalta vissza a horvát hadsereg. Szerb lakossága elmenekült. A falunak 2011-ben 147 lakosa volt, akik főként mezőgazdasággal és állattartással foglalkoztak.

## Lakosság
| Lakosság változása | Lakosság változása | Lakosság változása | Lakosság változása | Lakosság változása | Lakosság változása | Lakosság változása | Lakosság változása | Lakosság változása | Lakosság változása | Lakosság változása | Lakosság változása | Lakosság változása | Lakosság változása | Lakosság változása | Lakosság változása |
| ------------------ | ------------------ | ------------------ | ------------------ | ------------------ | ------------------ | ------------------ | ------------------ | ------------------ | ------------------ | ------------------ | ------------------ | ------------------ | ------------------ | ------------------ | ------------------ |
| 1857               | 1869               | 1880               | 1890               | 1900               | 1910               | 1921               | 1931               | 1948               | 1953               | 1961               | 1971               | 1981               | 1991               | 2001               | 2011               |
| 118                | 0                  | 130                | 130                | 180                | 188                | 269                | 229                | 265                | 311                | 332                | 311                | 270                | 251                | 172                | 147                |

## Nevezetességei
Remete Szent Antal tiszteletére szentelt temploma 1892 és 1894 között épült a középkori Szent Katalin templom alapjain. Harangtornyát 1928-ban építették. A bejárat mellett két kis ablakocska volt rajta. Oltára fából készült, rajta a szent szobrával, amely tiroli munka volt. Még a régi templomból hoztak át egy fából faragott oltárt a Kármelhegyi Boldogasszony képével, akit Remete Szent Antal, Szent Ferenc és egy püspök társaságában ábrázolt a művész. A templom megújítása 1988-ban kezdődött meg, a délszláv háború idején azonban a falut elfoglaló szerbek lerombolták. Újjáépítése 1999 és 2003 között történt. A lišanei plébánia filiája.